# Thelenella humilis
Thelenella humilis är en lavart som beskrevs av R. C. Harris. Thelenella humilis ingår i släktet Thelenella och familjen Thelenellaceae.   Inga underarter finns listade i Catalogue of Life.